# Kohei Hattanda
Kohei Hattanda (八反田 康平, Hattanda Kohei) est un footballeur japonais né le 8 janvier 1990 à Kagoshima. Il évolue au poste de milieu de terrain.

## Biographie
Avec l'équipe du Japon des moins de 17 ans, il participe à la Coupe du monde des moins de 17 ans en 2007. Lors de cette compétition, il joue un match contre l'équipe d'Haïti.

## Palmarès
- Finaliste de la Coupe de la Ligue en 2012 avec le Shimizu S-Pulse